# Komenda Rejonu Uzupełnień Kowel

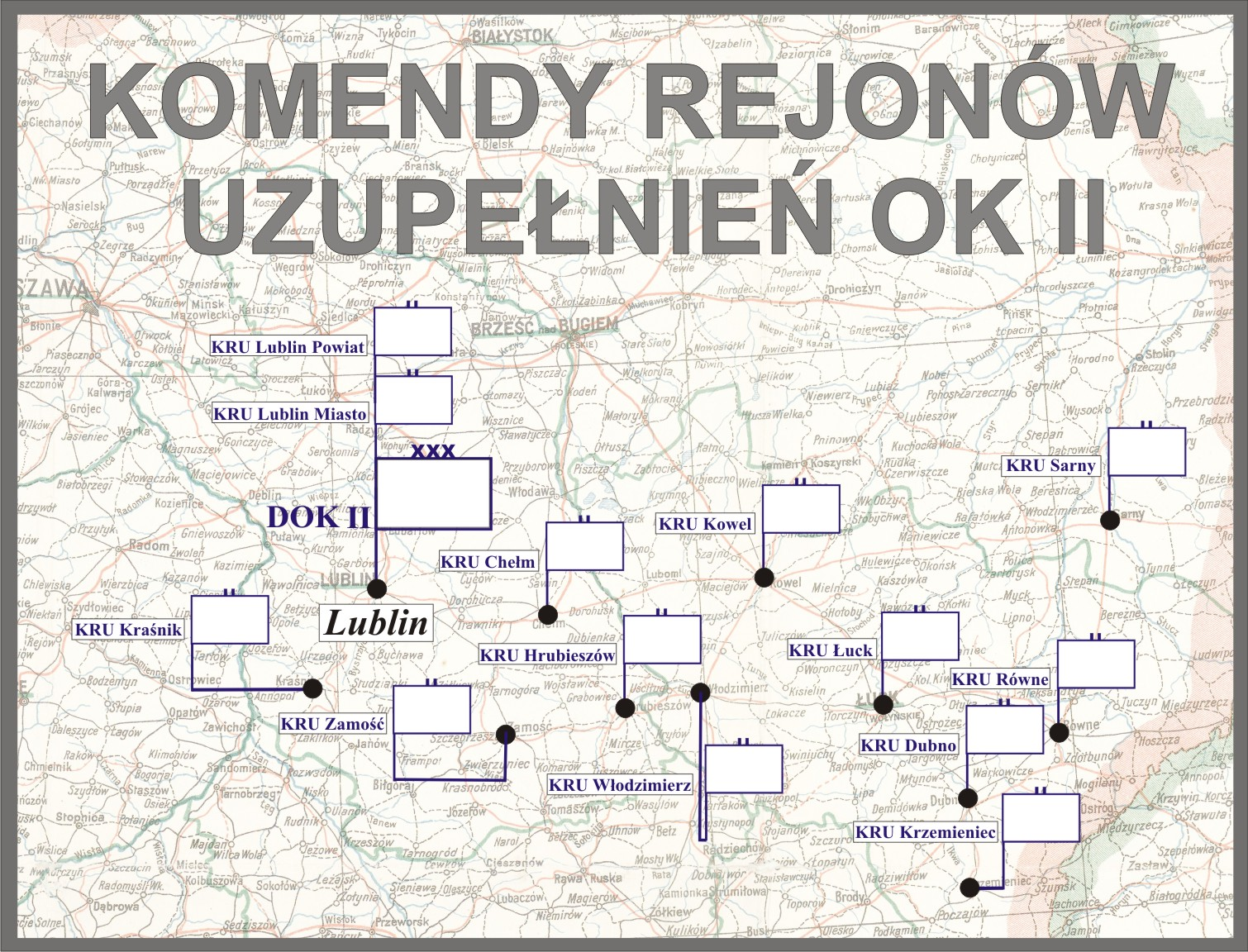
Komendy rejonów uzupełnień DOK II

Komenda Rejonu Uzupełnień Kowel (KRU Kowel) – organ wojskowy właściwy w sprawach uzupełnień Sił Zbrojnych II Rzeczypospolitej i administracji rezerw w powierzonym mu rejonie.

## Historia komendy
22 lipca 1919 roku minister spraw wojskowych ustanowił Powiatową Komendę Uzupełnień Kowel w celu przeprowadzenia zaciągu ochotniczego na terenach leżących na wschód od Bugu. PKU Kowel została podporządkowana Dowództwu Okręgu Generalnego „Lublin”. Komenda miała werbować ochotników w powiecie kowelskim.
W 1920 roku, „w związku z sytuacją wojenną” PKU Kowel została zlikwidowana.
10 lutego 1921 roku minister spraw wojskowych ponownie uruchomił PKU Kowel, którą podporządkował pod względem fachowym, związanym z poborem, Dowództwu Okręgu Generalnego „Lublin”, a pod względem garnizonowym „odnośnemu dowództwu armii”. Etat PKU Kowel miał być identyczny z etatem wszystkich PKU z dodaniem po jednym oficerze ewidencyjnym i jednym pisarzu na każdy powiat.
Z dniem 1 czerwca 1922 roku została zlikwidowana gospoda inwalidzka przy PKU Kowel.
W marcu 1930 roku PKU Kowel była nadal podporządkowana Dowództwu Okręgu Korpusu Nr II w Lublinie i administrowała powiatami: kowelskim i lubomelskim i koszyrskim. W grudniu tego roku komenda posiadała skład osobowy typ I.
31 lipca 1931 roku gen. dyw. Kazimierz Fabrycy, w zastępstwie ministra spraw wojskowych, rozkazem B. Og. Org. 4031 Org. wprowadził zmiany w organizacji służby poborowej na stopie pokojowej. Zmiany te polegały między innymi na zamianie stanowisk oficerów administracji w PKU na stanowiska oficerów broni (piechoty) oraz zmniejszeniu składu osobowego PKU typ I–IV o jednego oficera i zwiększeniu o jednego urzędnika II kategorii. Liczba szeregowych zawodowych i niezawodowych oraz urzędników III kategorii i niższych funkcjonariuszy pozostała bez zmian.
19 marca 1932 roku ogłoszono nadanie Krzyża Niepodległości st. sierż. Kazimierzowi Rożakowi z PKU Kowel.
1 lipca 1938 roku weszła w życie nowa organizacja służby uzupełnień, zgodnie z którą dotychczasowa PKU Kowel została przemianowana na Komendę Rejonu Uzupełnień Kowel przy czym nazwa ta zaczęła obowiązywać 1 września 1938 roku, z chwilą wejścia w życie ustawy z dnia 9 kwietnia 1938 roku o powszechnym obowiązku wojskowym. Obok wspomnianej ustawy i rozporządzeń wykonawczych do niej, działalność KRU Kowel normowały przepisy służbowe MSWojsk. D.D.O. L. 500/Org. Tjn. Organizacja służby uzupełnień na stopie pokojowej z 13 czerwca 1938 roku. Zgodnie z tymi przepisami komenda rejonu uzupełnień była organem wykonawczym służby uzupełnień .
Komendant rejonu uzupełnień w sprawach dotyczących uzupełnień Sił Zbrojnych i administracji rezerw podlegał bezpośrednio dowódcy Okręgu Korpusu Nr II, który był okręgowym organem kierowniczym służby uzupełnień. Rejon uzupełnień obejmował powiaty: kowelski i lubomelski województwa wołyńskiego oraz powiat koszyrski województwa pińskiego.

## Obsada personalna
Poniżej przedstawiono wykaz oficerów zajmujących stanowisko komendanta Powiatowej Komendy Uzupełnień i komendanta rejonu uzupełnień oraz wykaz osób funkcyjnych (oficerów i urzędników wojskowych) pełniących służbę w PKU i KRU Prużana, z uwzględnieniem najważniejszych zmian organizacyjnych przeprowadzonych w 1926 i 1938 roku.
| Komendanci                         | Komendanci              | Komendanci                       |
| ---------------------------------- | ----------------------- | -------------------------------- |
| Stopień, imię i nazwisko           | Okres pełnienia funkcji | Kolejne stanowisko (dalsze losy) |
| ppłk piech. Ludwik I Borowski      | 1923 – XII 1924         | 50 pp                            |
| ppłk piech. Władysław Żubrycki     | XII 1924 – III 1928     | dyspozycja dowódcy OK II         |
| ppłk piech. dr Alojzy Senkowski    | III – 31 XII 1928       | stan spoczynku                   |
| ppłk piech. Stefan Stolarz         | III 1929 – III 1934     | dyspozycja dowódcy OK II         |
| mjr piech. Henryk Picheta          | VI 1934 – ?             | komendant RU Kołomyja II         |
| mjr łączn. Edmund Iwaszkiewicz     | do V 1939               | szef łączności DOK X             |
| mjr piech. Stefan Musiałek-Łowicki | 1939                    | w konspiracji w SZP/ZWZ/AK/WiN   |

| Obsada pozostałych stanowisk funkcyjnych PKU w latach 1921–1925 | Obsada pozostałych stanowisk funkcyjnych PKU w latach 1921–1925 | Obsada pozostałych stanowisk funkcyjnych PKU w latach 1921–1925 | Obsada pozostałych stanowisk funkcyjnych PKU w latach 1921–1925 |
| --------------------------------------------------------------- | --------------------------------------------------------------- | --------------------------------------------------------------- | --------------------------------------------------------------- |
| I referent                                                      | kpt. piech. Mieczysław Żyromski                                 | do I 1925                                                       | 23 pp                                                           |
| I referent                                                      | mjr piech. Bronisław Holewiński                                 | I – VII 1925                                                    | referent w Dep. I MSWojsk.                                      |
| II referent                                                     | kpt. kanc. Juliusz Karol Józef Pawełek                          | V 1925 – II 1926                                                | kierownik II referatu                                           |
| młodszy referent                                                | por. kanc. Rudolf Franciszek Busina                             | VIII 1925 – II 1926                                             | referent                                                        |
| oficer instrukcyjny                                             | por. piech. Eugeniusz Tokarski                                  |                                                                 |                                                                 |
| oficer ewidencyjny na powiat koszyrski                          | por. piech. Karol Ruczka                                        | IX 1923 – VI 1924                                               | 50 pp                                                           |
| oficer ewidencyjny na powiat kowelski                           | urzędnik wojsk. XI rangi / por. kanc. Bogumił Jakubowski        |                                                                 |                                                                 |
| oficer ewidencyjny na powiat lubomelski                         | por. piech. Edward Watzke                                       | od IX 1923                                                      |                                                                 |
| Obsada pozostałych stanowisk funkcyjnych PKU w latach 1926–1938 |                                                                 |                                                                 |                                                                 |
| kierownik I referatu administracji rezerw i zastępca komendanta | mjr piech. Jan Demkow                                           | od VI 1926                                                      |                                                                 |
| kierownik I referatu administracji rezerw i zastępca komendanta | kpt. kanc. Jan Franciszek Raczyński                             | 1928 – 31 VIII 1930                                             | zwolniony ze stanowiska                                         |
| kierownik I referatu administracji rezerw i zastępca komendanta | kpt. kanc. Juliusz Karol Józef Pawełek                          | IX 1930 – 15 IX 1932                                            | praktyka u płatnika 50 pp                                       |
| kierownik I referatu administracji rezerw i zastępca komendanta | kpt. piech. Antoni Adolf Rybka                                  | 1932 – VI 1938                                                  | kierownik I referatu KRU                                        |
| kierownik II referatu poborowego                                | kpt. kanc. Juliusz Karol Józef Pawełek                          | II 1926 – IX 1930                                               | kierownik I referatu                                            |
| kierownik II referatu poborowego                                | por. kanc. Rudolf Franciszek Busina                             | IX 1930 – 25 VIII 1932                                          | praktyka u płatnika 50 pp                                       |
| kierownik II referatu poborowego                                | kpt. piech. Józef I Potocki                                     | 1932 – VI 1938                                                  | kierownik II referatu KRU                                       |
| referent                                                        | por. kanc. Rudolf Busina                                        | II 1926 – IX 1930                                               | kierownik II referatu                                           |
| Obsada pozostałych stanowisk funkcyjnych KRU w latach 1938–1939 |                                                                 |                                                                 |                                                                 |
| kierownik I referatu ewidencji                                  | kpt. adm. (piech.) Antoni Adolf Rybka                           | 1938 – 1939                                                     | †1940 Bykownia                                                  |
| kierownik II referatu uzupełnień                                | kpt. adm. (piech.) Józef I Potocki                              | 1938 – 1939                                                     | †1940 Bykownia                                                  |